# Virginia Ramírez
Virginia Ramírez Merino (* 22. Mai 1964 in Madrid) ist eine ehemalige spanische Hockeyspielerin. Sie gewann 1992 die olympische Goldmedaille.

## Karriere
Virginia Ramírez nahm mit der spanischen Nationalmannschaft an den Olympischen Spielen 1992 in Barcelona teil. In der Vorrunde siegten die Spanierinnen zweimal und spielten gegen die Deutschen unentschieden. Im Halbfinale besiegten sie die Südkoreanerinnen nach Verlängerung. Im Finale gegen die Deutschen ging es ebenfalls in die Verlängerung. In der 83. Minute erzielte Elisabeth Maragall aus einer Spielsituation heraus den Siegtreffer zum 2:1. Virginia Ramírez war zu diesem Zeitpunkt nicht mehr auf dem Feld, da sie in der 36. Minute des Finales verletzungsbedingt ausgewechselt wurde, für sie kam Anna Maiques in die Mannschaft.